# منتخب جزر الأنتيل الهولندية لكرة القاعدة
منتخب جزر الأنتيل الهولندية لكرة القاعدة هو ممثل جزر الأنتيل الهولندية الرسمي في المنافسات الدولية في كرة القاعدة
.